# Étalle (Belgia)
Étalle (wa. Etåle) – miejscowość i gmina w południowo-wschodniej Belgii, w Regionie Walońskim, w prowincji Luksemburg, w okręgu Virton. 1 stycznia 2024 roku liczyła 6024 mieszkańców. Leży nad rzeką Semois.  

## Podział administracyjny
W skład gminy wchodzi pięć dzielnic (section):
- Buzenol
- Chantemelle
- Sainte-Marie-sur-Semois
- Vance (Wanen)
- Villers-sur-Semois